# دهستان پل به بالا
پل به بالا، دهستانی است از توابع بخش سیمکان شهرستان جهرم در استان فارس ایران.

## جمعیت
براساس سرشماری سال ۱۳۸۵ جمعیت آن ۶٬۷۱۸ نفر (۱٬۴۵۹ خانوار) بوده‌است.